# Білобереги (Підкарпатське воєводство)
Білобереги (Білобжеґі, Бялобжеґі, пол. Białobrzegi) — село, зараз адміністративний центр ґміни Білобжеґі, Ланьцутський повіт, Підкарпатське воєводство, південно-східна Польща. Населення — 2420 осіб (2011).

## Географія
Село розташоване за 8 кілометрів на північний схід від центру повіту міста Ланьцут і 24 кілометрів на схід від центру воєводства — міста Ряшів.

## Історія
За податковим реєстром 1589 р. село входило до Тичинського округу Перемишльської землі Руського воєводства, у селі було 2 млини, 15 загородників, 7 коморників з тягловою худобою і 5 без неї..
У 1772—1918 рр. Білобереги у складі Австро-Угорської монархії, у провінції Королівство Галичини та Володимирії. На 1831 р. рештки українського населення села становили 3 особи, які належали до греко-католицької парафії Дубно Каньчузького деканату Перемишльської єпархії. На той час унаслідок півтисячоліття латинізації та полонізації українці лівобережного Надсяння опинилися в меншості.
Відповідно до «Географічного словника Королівства Польського» в 1895 році село належало до Ланьцутського повіту, було 95 будинків і 370 жителів.
Востаннє греко-католики в селі фіксуються в шематизмі 1914 р.
У міжвоєнний період село входило до Ланьцутського повіту Львівського воєводства, в 1934—1939 рр. у складі ґміни Косіна.

## Демографія
Демографічна структура станом на 31 березня 2011 року:
|          | Загалом | Допрацездатний вік | Працездатний вік | Постпрацездатний вік |
| -------- | ------- | ------------------ | ---------------- | -------------------- |
| Чоловіки | 1181    | 293                | 764              | 124                  |
| Жінки    | 1239    | 289                | 700              | 250                  |
| Разом    | 2420    | 582                | 1464             | 374                  |